# Oldendorf (Dolna Saksonia)
Oldendorf (dolnoniem. Olendörp) – miejscowość i gmina w Niemczech, w kraju związkowym Dolna Saksonia, w powiecie Stade, wchodzi w skład gminy zbiorowej Oldendorf-Himmelpforten. Do 31 grudnia 2013 siedziba gminy zbiorowej Oldendorf.